# نيكلاس ينسن (لاعب هوكي الجليد)
نيكلاس جنسن (بالدنماركية: Nicklas Jensen)‏ هو لاعب هوكي الجليد دنماركي، ولد في 6 مارس 1993 في هرنينغ في الدنمارك.

## وصلات خارجية
- نيكلاس جنسن على موقع دوري الهوكي الوطني (الإنجليزية)
- نيكلاس جنسن على موقع قاعة مشاهير الهوكي (لاعب أن.إتش.أل) (الإنجليزية)
- نيكلاس جنسن على موقع دوري الهوكي للقارات (الإنجليزية)
- نيكلاس جنسن على موقع EliteProspects.com (الإنجليزية)
- نيكلاس جنسن على موقع Eurohockey.com (الإنجليزية)
- نيكلاس جنسن على موقع HockeyDB.com (الإنجليزية)
- نيكلاس جنسن على موقع Hockey-Reference.com (الإنجليزية)
- نيكلاس جنسن على موقع أوليمبيديا (الإنجليزية)